# David Johnston
David Lloyd Johnston, född 28 juni 1941 i Sudbury i Ontario, är en kanadensisk jurist och universitetsprofessor. Den 2 oktober 2010 tog han över posten som Kanadas generalguvernör efter Michaëlle Jean, och han efterträddes 2 oktober 2017 av Julie Payette. Johnston var den 28:e i raden av generalguvernörer.

## Biografi
Johnston är utbildad vid Queen's University i Kingston i Kanada, University of Cambridge  i Storbritannien och Harvard University i USA. Han har en lång karriär som universitetsprofessor i rättsvetenskap och som universitetsledare vid kanadensiska universitet. Karriären började 1966 vid Queen’s University. Två år senare flyttade han till University of Toronto. 1974 blev han dekanus vid det juridiska fakulteten vid University of Western Ontario, där han var till 1979. Johnston blev då rektor (principal) och vicekansler vid McGill University. 1994 blev han professor på samma ställe, innan han 1999 tog över tjänsten som president vid University of Waterloo. Han har också suttit i Board of Overseers vid Harvarduniversitetet och var den första utlänning som blivit styrelseordförande i detta organ.
Johnston blev 1997 riddare (den högsta graden) av Order of Canada och är hedersdoktor vid en rad universitet.